# Močvirski cekinček
Močvirski cekinček (znanstveno ime Lycaena dispar) je metulj iz družine modrinov (Lycaenidae). Je največji evropski cekinček. Samice so večinoma večje od samcev.

## Razširjenost
Močvirski cekinček sega od Francije preko Srednje in Južne Evrope ter Azije do Amurja. V Evropi je vrsta na severu razširjena do Baltika, na jugu do Turčije. V Angliji je vrsta izumrla okrog leta 1848 (Tolman & Lewington, 1997).

## Krila
Zgornja stran kril pri samcu je zlatordeče barve z ozkim črnim robom in po eno črno pego na vsakem krilu. Pri samici je zgornja stran prednjih kril manj izrazite ognjeno rdeče barve, črn zunanji rob pa je širši kot pri samcih; zgornja stran zadnjih kril je črna, le širok zunanji rob je oranžen.
Spodnja stran sprednjih kril je pri samcu in samici oranžne barve s črnimi pegami pri zunanjem robu kril in z belo obrobljenim črnimi pegami proti telesu metulja. Spodnja stran zadnjih kril je pri obeh spolih modrosive barve, oranžni zunanji pas pa poteka od prve do šeste žile. Belo obrobljene pege so razporejene v značilnem vzorcu.
- Lycaena dispar  ♂
- Lycaena dispar  ♂  △
- Lycaena dispar  ♀
- Lycaena dispar  ♀ △

## Življenjski prostor
Živi v omejenih predelih po vlažnih travnikih in močvirjih, poseljuje obrežja rek in jezer ter z visoko in gosto zeliščno vegetacijo porasle vodne jarke. Osebki tega metulja se običajno nahajajo posamič, saj samec ščiti svoj teritorij pred drugimi samci iste vrste. Manjši močvirski travnik ali 100 in več m² zadostuje za en par cekinčkov. Zaradi izsuševanja se je njihov življenjski prostor po vsej Evropi močno zmanjšal in zato postaja ta metulj vedno redkejši.

## Doba letanja
Leta od maja do junija in od avgusta do septembra v dveh zarodih, pravimo da je to dvogeneracijska vrsta.

## Razmnoževanje
Samica odlaga jajčeca v majhnih skupinah na spodnjo stran listov hranilnih rastlin gosenic (kislice). Gosenica je zelena in posuta z belimi pegicami; glavo ima rjavo. Mrzli del leta prezimijo in postanejo aktivne v sredini meseca maja.  Zabubijo se na steblu ali ob osrednji žili na hranilni rastlini. Buba je pepenato siva z rjavimi pegami.

## Prehranjevanje
Hrani se z raznimi vrstami kislic.

## Močvirski cekinček v Sloveniji
Močvirski cekinček je v Sloveniji in Evropski uniji zaradi izginjanja nižinskih, močvirnih ali vlažnih travnikov, ki so njegov življenjski prostor, ogrožena vrsta.